# Román Bono Guarner
Román Bono Guarner (Alacant ? - 29 d'agost de 1896) fou un empresari i polític republicà alacantí.
Després de la revolució de 1868 fou escollit regidor de l'ajuntament d'Alacant i vocal del Club Republicà d'Alacant. Com a militant del Partit Republicà Democràtic Federal, fou escollit diputat de la Diputació Provincial d'Alacant en 1871, 1874 i 1882. Després de la caiguda de la Primera República Espanyola continuà militant en el Partit Federal fins 1881, quan ingressà en el Partit Republicà Possibilista, del que en fou president provincial en 1881-1883 i 1894-1896.
Simultàniament es va dedicar als negocis. Va fundar una de les principals empreses d'Alacant, la fàbrica de pastes i xocolata la Industrial Alicantina, i fou accionista de La Exploradora de Pozos Artesianos, creada en 1879 i que fou una de les que en 1890 va posar en funcionament el tramvia d'Alacant. També fou un dels fundadors de la Caixa d'Estalvis d'Alacant en 1879 amb Eleuterio Maisonnave Cutayar, i el 1895 fou tresorer de la Lliga de Contribuents. També fou un dels principals empresaris alacantins que va subscriure un emprèstit per la guerra de Cuba.